# Settimani
Col termine Settimani (da "7 Imam") si identificano gli ismailiti, branca dello Sciismo che ferma al settimo Imam, Ismâ‘îl ibn Ja‘far al-Sâdiq, la catena dei legittimi successori di Alî ibn Abî Tâlib, quarto califfo musulmano considerato anche primo Imâm dagli sciiti.
In ragione del fatto che in arabo il numero "sette" è espresso dalla parola sab‘a, i Settimani vengono chiamati in arabo "Sab‘iyya".